# Hōngo Ai
Hōngo Ai (本郷 愛 (Bản-Hương Ái) 28 tháng 10 năm 1999 –) là một nữ diễn viên khiêu dâm người Nhật Bản. Cô thuộc về công ti Bstar. Tên diễn cũ của cô là Nikaidō Yume (二階堂 夢 (Nhị-Giai-Đường Mộng)). Cô sinh ra tại Tokyo.

## Sự nghiệp
Khi còn học đại học vào ngày 6/3/2020, cô đã tham gia công ti sản xuất phim khiêu dâm DINO và ra mắt ngành phim khiêu dâm với tư cách là nữ diễn viên độc quyền của FALENO, hãng chuyên phân phối phim khiêu dâm. Phim ra mắt ngành của cô đã trở thành phim ăn khách nhất của hãng vào năm 2020. Tháng 12/2020, cô xếp thứ 3 trong bảng xếp hạng độ nổi bật nữ diễn viên khiêu dâm hàng tháng của FANZA.

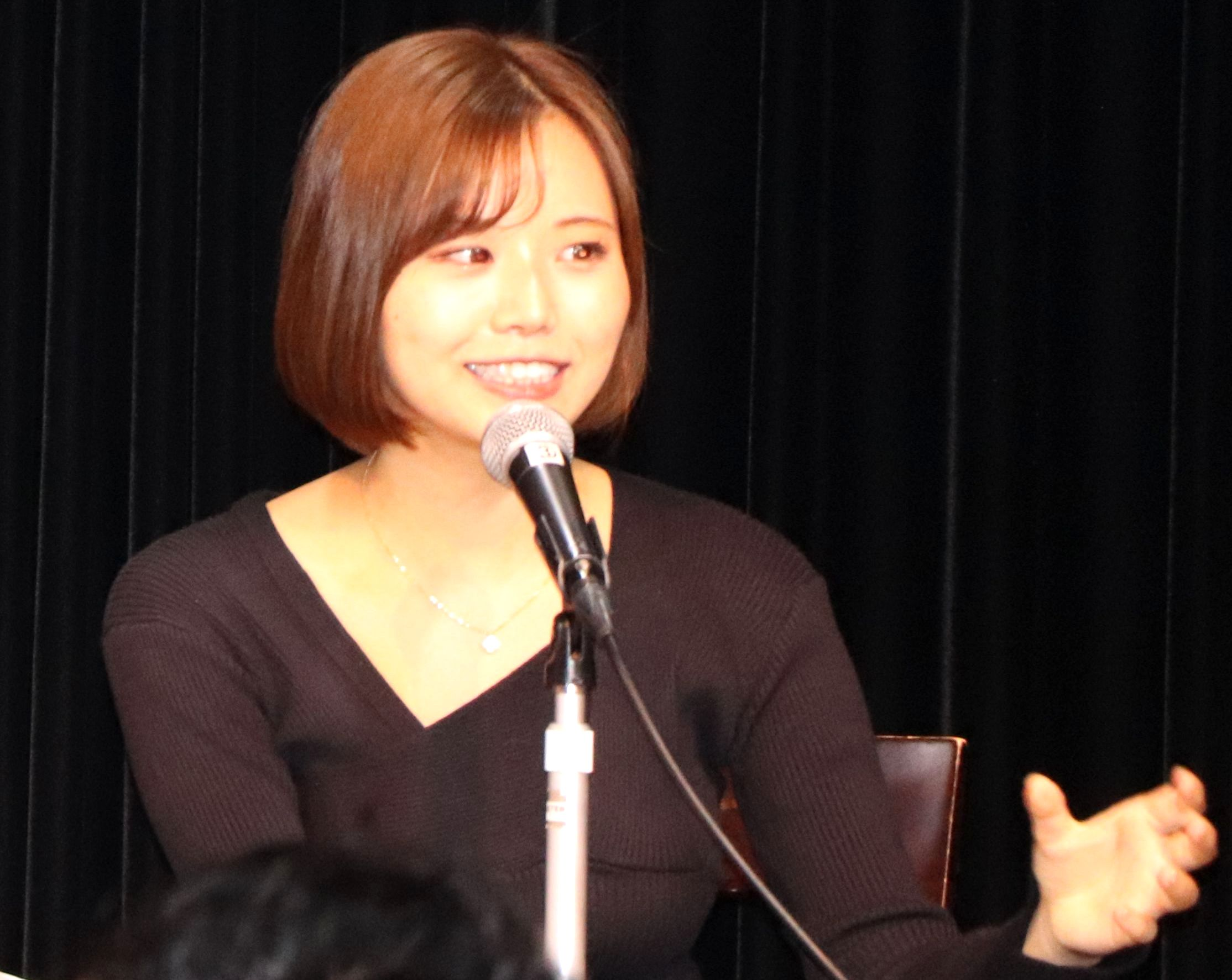
Ai thời còn tên là Nikaidō Yume (tháng 10/2020)

Tháng 4/2021, cô xếp thứ 21 trong bảng "bầu cử nữ diễn viên phim khiêu dâm SEXY đang hoạt động 2021" của Asahi Geino. Ngoài ra, FANZA thông báo cô xếp thứ 3 theo số lượng phim khiêu dâm bán ra theo nữ diễn viên nửa đầu năm 2021.
Tháng 8/2021, cô xếp thứ 54 trong "Bảng xếp hạng FLASH 2021 diễn viên nữ gợi cảm chọn bởi 300 độc giả".
Cô đã được chọn để đóng phim hành động và sẽ diễn vai chính đầu tiên trong phim "Nắm tay trần Ω" (Toei) phát hành năm 2021.
Cô đã đăng trên Twitter vào ngày 28/11/2021 rằng "Tôi đã chuyển công ti sang Bstar và đổi tên thành "Hōngo Ai"". Vào ngày 30/11, cô đã được chọn để nhận danh hiệu Valuable Actress of VENUS tại Giải thưởng truyền hình phim khiêu dâm Sky PerfecTV!. Ngày 6/3/2022, cô đã nhận 2 giải MVA (Most Valuable Actress) và MTA (Most Technical Actress) cũng của giải thưởng này.
Tháng 12 cùng năm, phim của cô "Cuộc sống tình dục ngọt ngào với em gái tôi "Yume & Momo" Nikaidō Yume Kaname Momojiri" (妹の"ゆめ・もも"とイチャラブSEX生活 二階堂夢 桃尻かなめ) là phim khiêu dâm bán chạy nhất của FALENO năm 2021 theo thông tin được đăng trên tạp chí Playboy hàng tuần của Shūeisha. Cô đã xếp thứ 5 trong bảng xếp hạng nữ diễn viên gợi cảm 2021 trên tạp chí FLASH của Kobunsha.
Tháng 3/2022, cô nhận giải Nữ diễn viên xuất sắc của Giải thưởng Erodemy 2022 được chọn bởi tạp chí Playboy hàng tuần của Shūeisha. Ngày 14/9, cô đã xuất hiện với tư cách ca sĩ tại "Buổi kỉ niệm 10 năm Millegen LIVE Sweet Memories" được tổ chức tại Ruido Harajuku ở Tokyo.

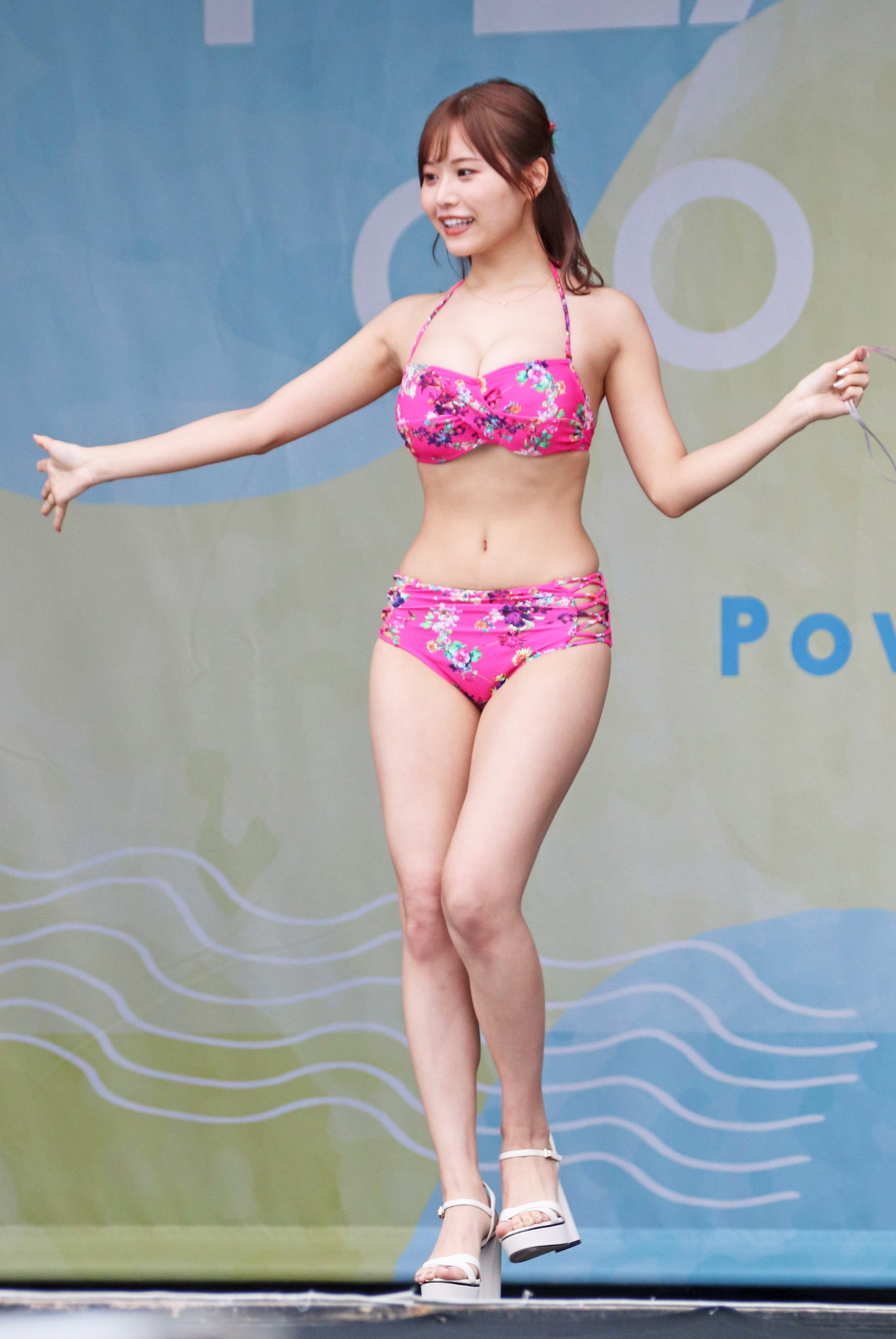
Ai đi trên sàn diễn (2023)

30/4/2023, cô đã xuất hiện tại "Lễ hội áo tắm Kindai Mahjong 2023-PEAK&PINE COLLECTION-" và đã trở thành một chủ đề được bàn tán.
Tháng 6/2023, cô bất ngờ được thông báo sẽ chuyển hợp đồng độc quyền sang hãng S1. Phim của cô "Lễ tạ ơn người hâm mộ S1" (エスワンファン感謝祭) (bản đĩa Blu-ray) đã xếp thứ nhất trong bảng xếp hạng bán hàng qua bưu điện của FANZA trong tuần ngày 19/6. Bản đĩa DVD của phim cũng đã xếp thứ 4. Phim tiếp tục xếp thứ nhất (bản đĩa DVD là thứ 5) trong tuần ngày 26/6. Phim cũng đã xếp thứ nhất trong bảng xếp hạng sàn video FANZA tuần ngày 17/7. Trong tuần ngày 7/8, phim tổng hợp hay nhất của cô khi còn diễn cho FALENO "BEST 16 giờ Quỹ đạo nữ hoàng tình dục FALENO Hōngo Ai" (本郷愛 FALENOセックスクイーンの軌跡16時間ベスト) đã xếp thứ 3 trong bảng xếp hạng sàn video FANZA.

## Đời tư
- Sở thích của cô là xem phim, và kĩ năng đặc biệt của cô là massage.[2]
- Cô là một kikokushijo có thể nói được 3 ngôn ngữ.[22] Cô đã sống tại Hoa Kỳ và Canada trong 3 năm trung học[23] và có thể nói thông thạo tiếng Anh (điểm TOEFL iBT của cô là 111[24]). Cô cũng có thể nói tiếng Hàn đến một mức độ nhất định.[4][23]
- Lí do cô trở thành nữ diễn viên khiêu dâm là khi cô học trung học ở Hoa Kỳ, người Nhật nổi tiếng nhất với các học sinh nam là Aoi Sora (cô chỉ biết đến Aoi Yū).[5] Trong video đăng tải năm 2022, cô đã tiết lộ rằng cô rất ngưỡng mộ Fukada Eimi.[25]
- Kể từ khi đóng phim "Nắm tay trần Ω", cô đã được nhắc đến nhiều hơn với hình ảnh là diễn viên phim hành động,[26] và từ đó cô đã tham gia các buổi tập đấm bốc và kickboxing.[27]
- Trong một cuộc phỏng vấn vào tháng 2/2022, cô đã nói rằng cô cũng muốn thử sức tại Hollywood.[28]